# Karl Ferdinand Edler von der Planitz
Karl Ferdinand Horst Edler von der Planitz (* 26. August 1893 in Berlin; † 7. Mai 1945 in Troppau, Reichsgau Sudetenland) war ein preußischer Verwaltungsjurist und Regierungspräsident.

## Leben
Er entstammte dem weit verzweigten vogtländischen Adelsgeschlecht von der Planitz und war der Sohn aus erster Ehe des königlich-sächsischen Generals der Infanterie Karl Eugen Horst Edler von der Planitz und Marga von Koppenfels, der Tochter des königlich-sächsischen Landgerichtspräsidenten Ferdinand von Koppenfels. Karl Ferdinand studierte Rechtswissenschaft und leistete während des Ersten Weltkriegs Kriegsdienst. 1920 wurde er Gerichtsreferendar und 1923 sächsischer Gerichtsassessor beim Landesfinanzamt Dresden. Ab 1924 arbeitete er im Hauptzollamt Neustadt in Oberschlesien, wo er zum Regierungsassessor und später zum Regierungsrat befördert wurde. Dann arbeitete er ab 1925 beim Landesfinanzamt Kiel, ab 1928 beim Hauptzollamt Annaberg und ab 1930 beim Hauptzollamt Hannover.
Zum 1. September 1932 trat von der Planitz in die NSDAP ein (Mitgliedsnummer 1.285.610). Ab 6. April 1933 verwaltete er kommissarisch das Landratsamt Clausthal-Zellerfeld. Von August 1933 bis 1936 war er Landrat des Landkreises Zellerfeld. Zwischenzeitlich verwaltete er 1935 vertretungsweise das Landratsamt in Schweidnitz. Von September 1936 bis 1938 war er Landrat des Landkreises Schweidnitz.
Am 1. Februar 1939 wurde er Regierungspräsident des Regierungsbezirks Stettin. Von dort wurde er 1944 zum Regierungsbezirk Troppau im Reichsgau Sudetenland versetzt, wo er ebenfalls die Stelle des Regierungspräsidenten des Bezirkes innehatte. In der SS brachte er es zum SS-Brigadeführer (SS-Nummer 309.717). 
Karl Ferdinand war seit dem 5. Dezember 1920 mit Lotte Körner (1899–1945), der Schwester von Paul Körner verheiratet. Er hatte drei Kinder:
- Marga Lotte (1922–2014) ⚭ 1953 Heinz Bednarz (* 1921)
- Karl Hans Christoph (1925–1944), gefallen
- Karl Hermann Horst (1935–1945)

Am 7. Mai 1945 wurde er zusammen mit seiner Frau und dem jüngsten Sohn im Kampfgebiet um Troppau getötet.